# Angelo Collini
Angelo Collini (Mantova, 1º settembre 1839 – Mantova, 8 marzo 1921) è stato un patriota e notaio italiano, partecipò alla Spedizione dei Mille di Garibaldi.

## Biografia
Frequentò la facoltà di Giurisprudenza all'Università di Pavia quando, ancora studente, entrò tra i mille di Garibaldi. Durante la Spedizione si distinse nella battaglia di Calatafimi del 15 maggio 1860, rimanendo ferito e ottenendo la medaglia d'argento al valore militare.
Dopo la laurea nel 1866 si arruolò nel Corpo Volontari Italiani come scrivano dell'Intendenza generale diretta da Giovanni Acerbi. Rientrato nella città natale, esercitò la professione di notaio. Nel 1867 venne eletto consigliere comunale.